# Kirchenbezirk Neckar-Bergstraße
Der Evangelische Kirchenbezirk Neckar-Bergstraße (auch Evangelisches Dekanat Neckar-Bergstraße, bis 2021 Kirchenbezirk Ladenburg-Weinheim) ist einer von 24 Kirchenbezirken bzw. Dekanaten der Evangelischen Landeskirche in Baden. Er gehört zum Kirchenkreis Nordbaden und umfasst 19 Kirchengemeinden. Sein Sitz ist die Große Kreisstadt Weinheim.

## Lage
Der Kirchenbezirk liegt im äußersten Nordwesten der Landeskirche und umfasst im Wesentlichen den nördlichen Teil des Rhein-Neckar-Kreises vom Neckar im Süden bis zur Grenze nach Hessen im Norden. Landschaftlich umschließt er die Badische Bergstraße und Teile der Oberrheinischen Tiefebene. Das Gebiet entspricht weitgehend dem nördlichen Teil des alten Landkreises Mannheim bis zur Kreisreform Anfang der 1970er Jahre.
Der Kirchenbezirk grenzt im Westen an den Kirchenbezirk Mannheim, im Süden an den Kirchenbezirk Heidelberg, im Südosten an den Kirchenbezirk Neckargemünd-Eberbach und im Norden und Nordosten an das Dekanat Bergstraße der Evangelischen Kirche in Hessen und Nassau.

## Geschichte
Das Gebiet gehörte bis 1803 zur Kurpfalz, wo bereits die reformierten Inspektionen Ladenburg und Weinheim bestanden. Sie wurden nach dem Übergang an das Großherzogtum Baden zunächst beibehalten. Im Rahmen der Neugliederung des evangelischen Kirchenwesens wurden 1810 als zwei von zunächst 35 Dekanaten die Dekanate Ladenburg und Weinheim gegründet. Das Dekanat Ladenburg wurde bald wieder aufgehoben, später aber neu errichtet. 1867 fusionierten die beiden Kirchenbezirke Ladenburg und Weinheim zum Kirchenbezirk Ladenburg-Weinheim. 2021 wurde der Name in Evangelischer Kirchenbezirk Neckar-Bergstraße geändert.
2025 wurde die Region Steinachtal aus dem in Auflösung begriffenen Kirchenbezirk Neckargemünd-Eberbach in den Kirchenbezirk umgegliedert.

## Kirchengemeinden
Die 18 Kirchengemeinden des Kirchenbezirks gliedern sich in fünf Regionen. Im Folgenden sind sie mit ihren Kirchengebäuden aufgeführt: 
- Region Bachgemeinden
  - Laudenbach, Martin-Luther-Kirche
  - Bonhoeffergemeinde Hemsbach, Bonhoefferkirche
  - Reformationsgemeinde Hemsbach und Sulzbach, Christuskirche (Hemsbach) und Paul-Gerhardt-Kirche (Sulzbach)
- Region Weinheim
  - Weinheim, Peterskirche, Markuskirche, Evangelische Stadtkirche
- Region Sachsendörfer
  - Lützelsachsen, Evangelische Kirche Lützelsachsen
  - Hohensachsen, Evangelische Kirche Hohensachsen
  - Hirschberg-Großsachsen, Evangelische Kirche Großsachsen
  - Leutershausen, Evangelische Kirche Leutershausen
  - Heiligkreuz-Oberflockenbach, Evangelische Kirche Heiligkreuz und Evangelische Kirche Oberflockenbach
- Region Neckar
  - Heddesheim, Evangelische Kirche Heddesheim
  - Ilvesheim, Martin-Luther-Kirche
  - Ladenburg, Evangelische Stadtkirche
  - Neckarhausen, Lutherkirche
  - Edingen, Evangelische Kirche Edingen
- Region Süd
  - Schriesheim und Altenbach, Johanneskirche, Evangelische Stadtkirche Schriesheim
  - Dossenheim, Evangelische Kirche Dossenheim
  - Steinachtal, Evangelische Kirche Altneudorf, Peterskirche in Heddesbach, Evangelische Kirche Heiligkreuzsteinach, Evangelische Stadtkirche Schönau, Evangelische Kirche Wilhelmsfeld

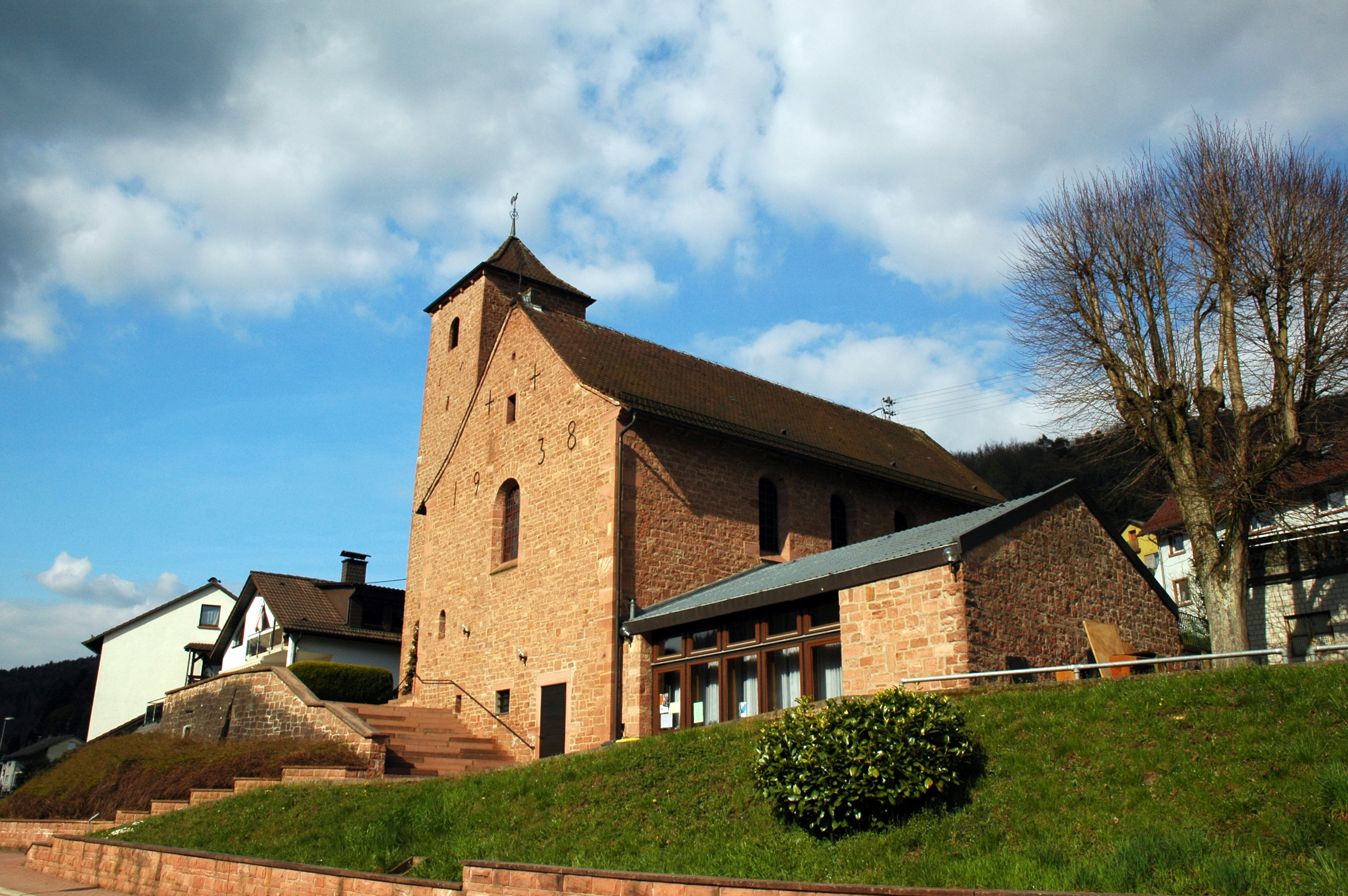
Evangelische Kirche Altneudorf
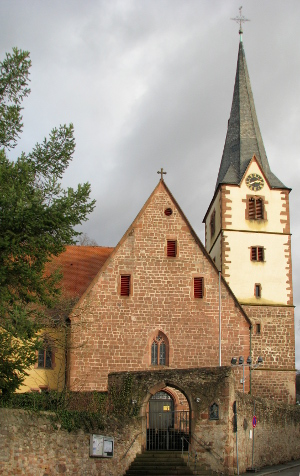
Evangelische Kirche Dossenheim
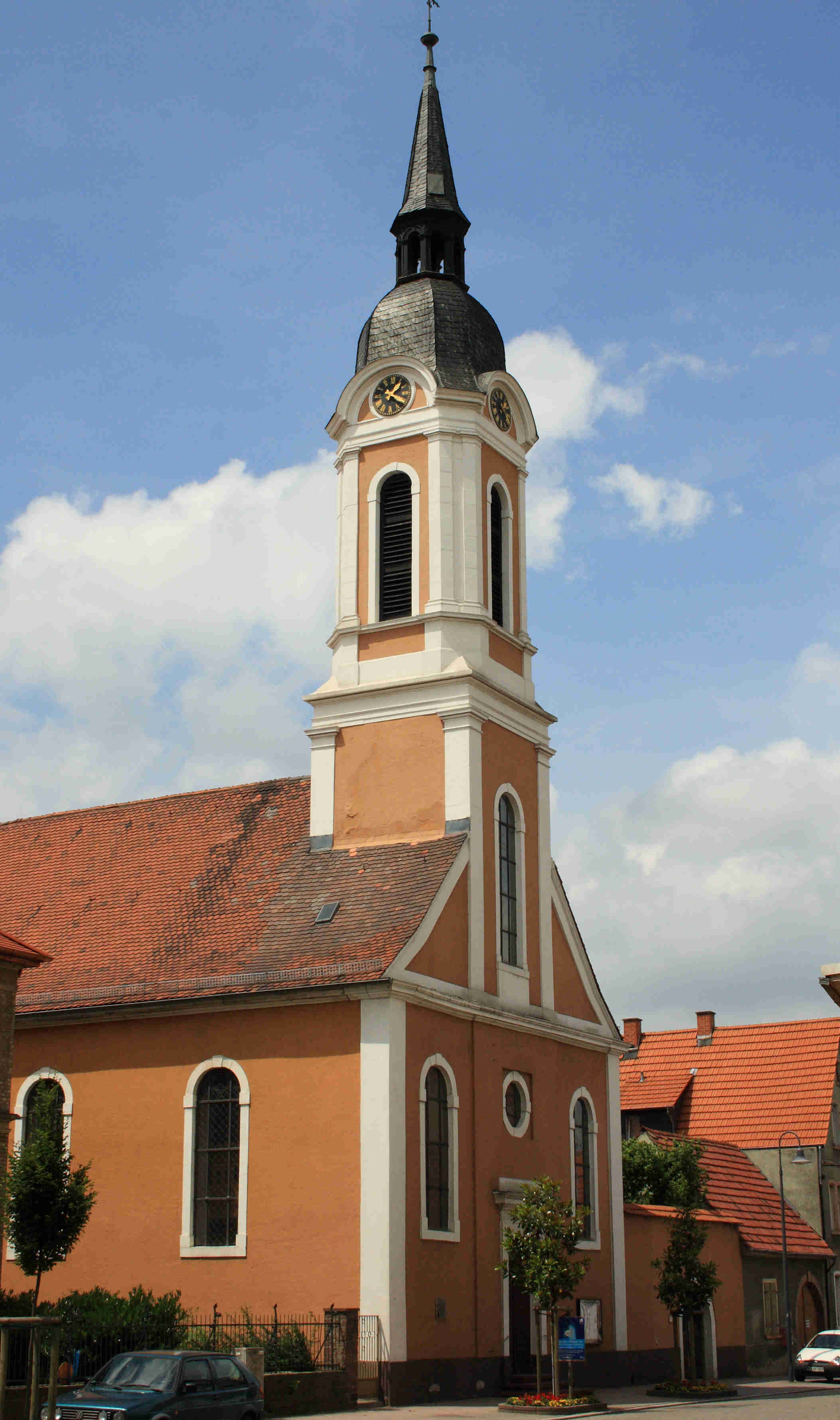
Evangelische Kirche Edingen
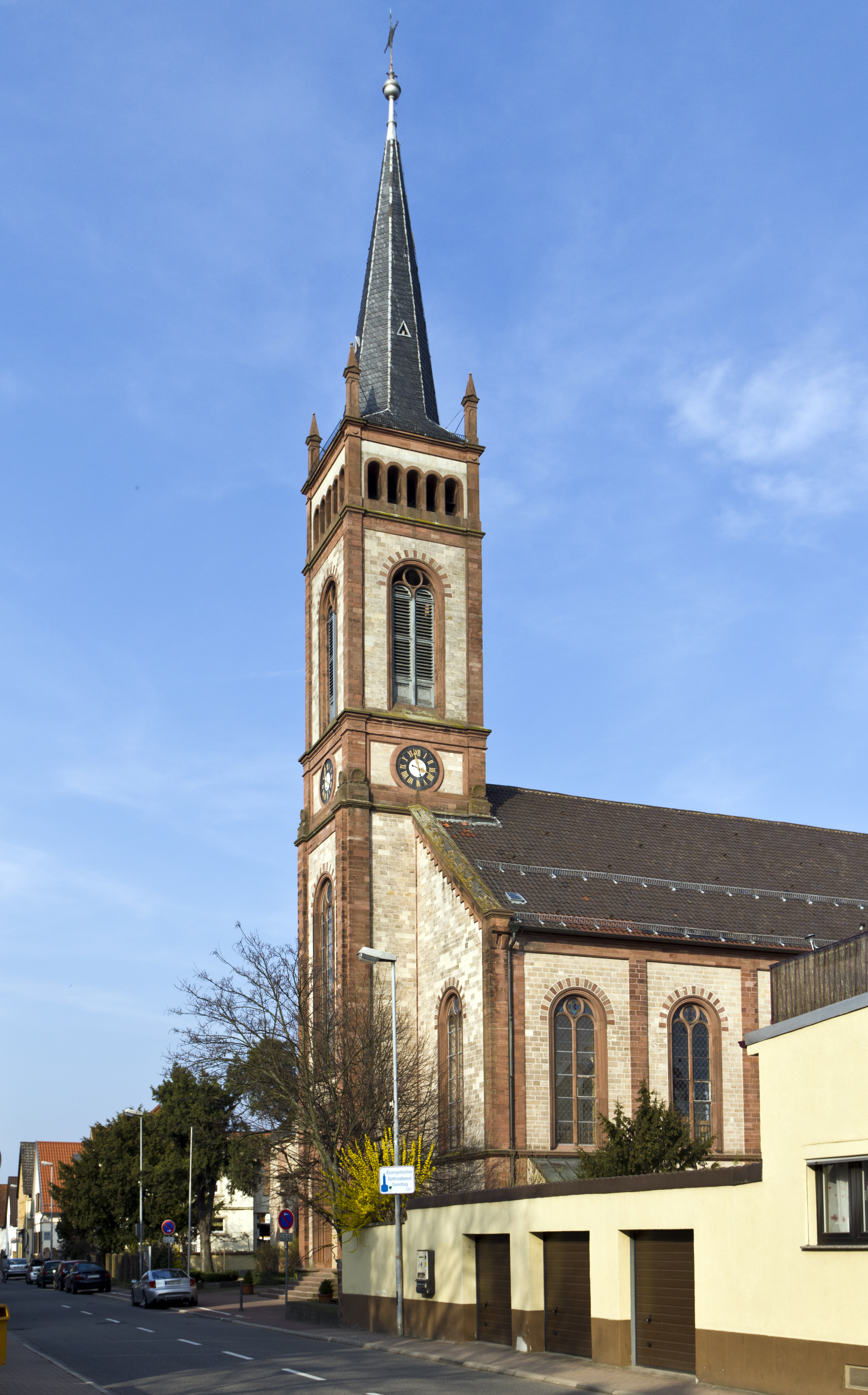
Evangelische Kirche Heddesheim
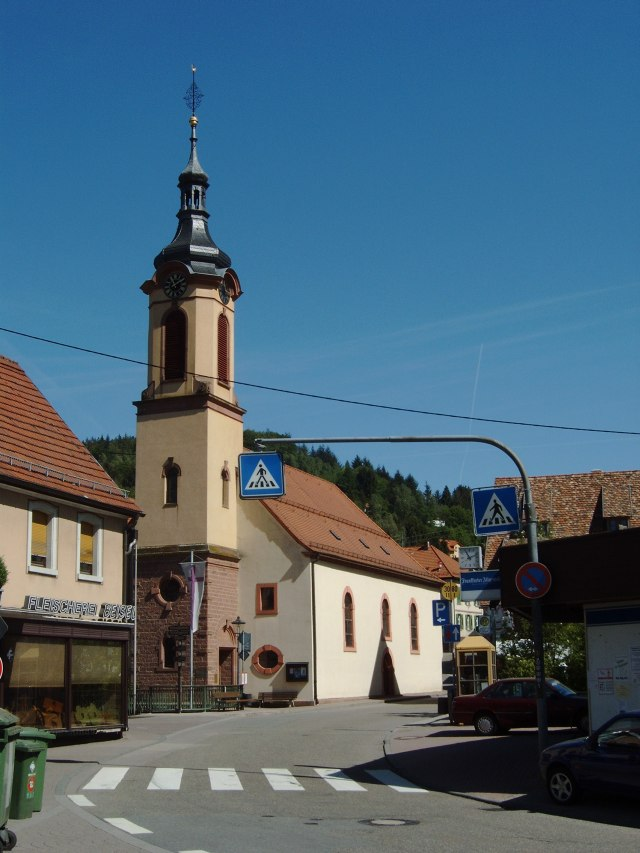
Evangelische Kirche Heiligkreuzsteinach
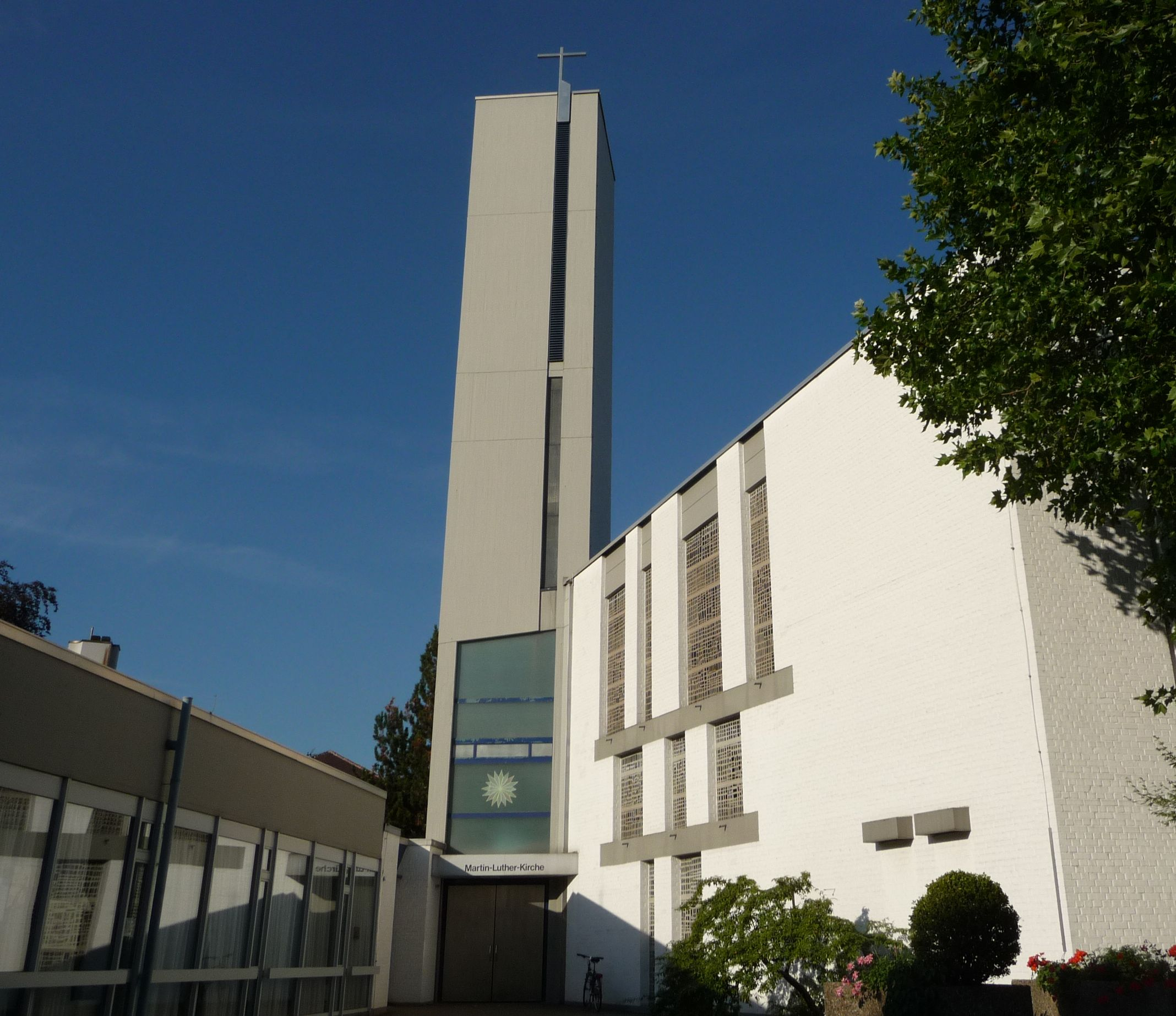
Martin-Luther-Kirche in Ilvesheim
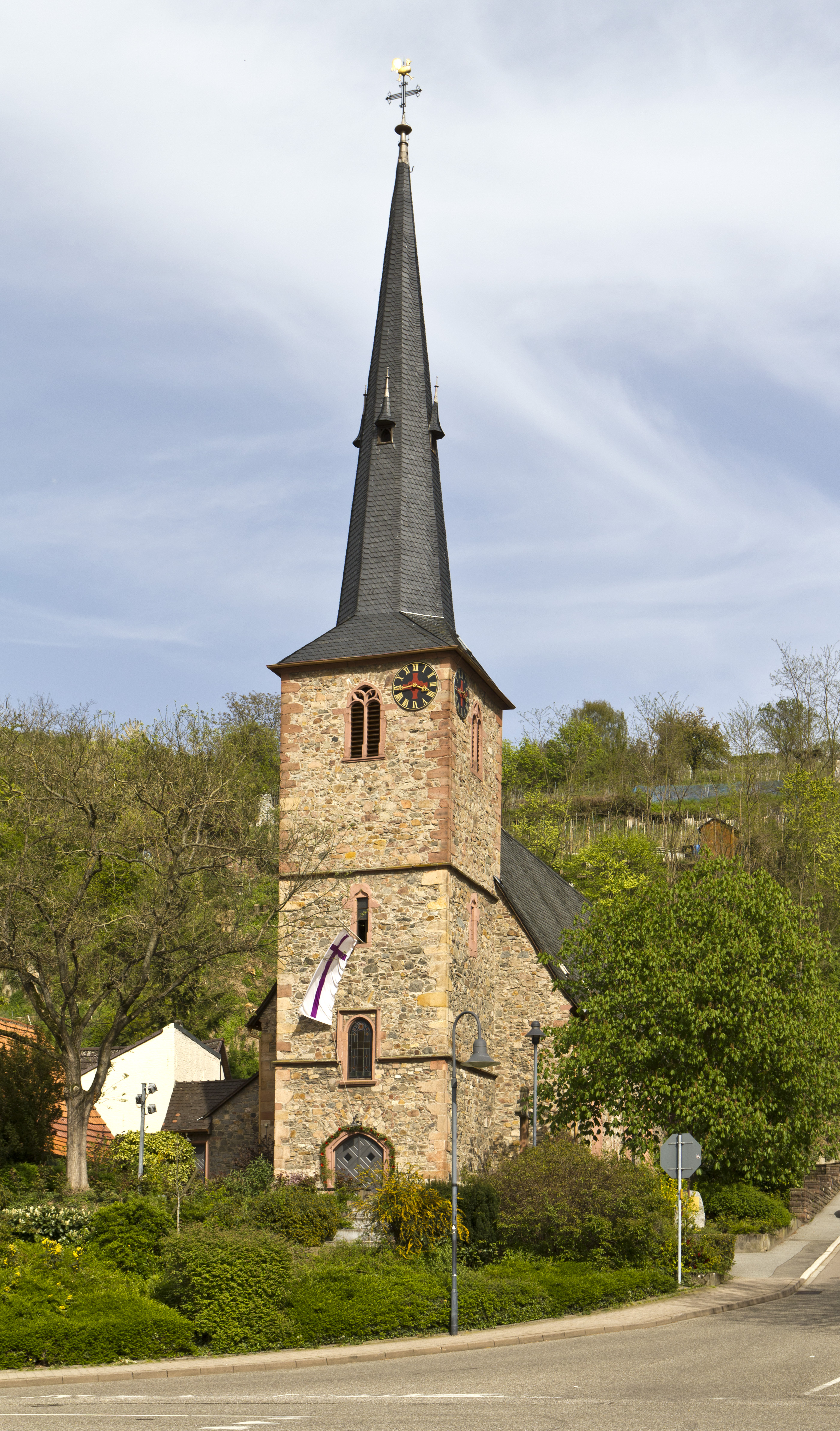
Martin-Luther-Kirche in Laudenbach
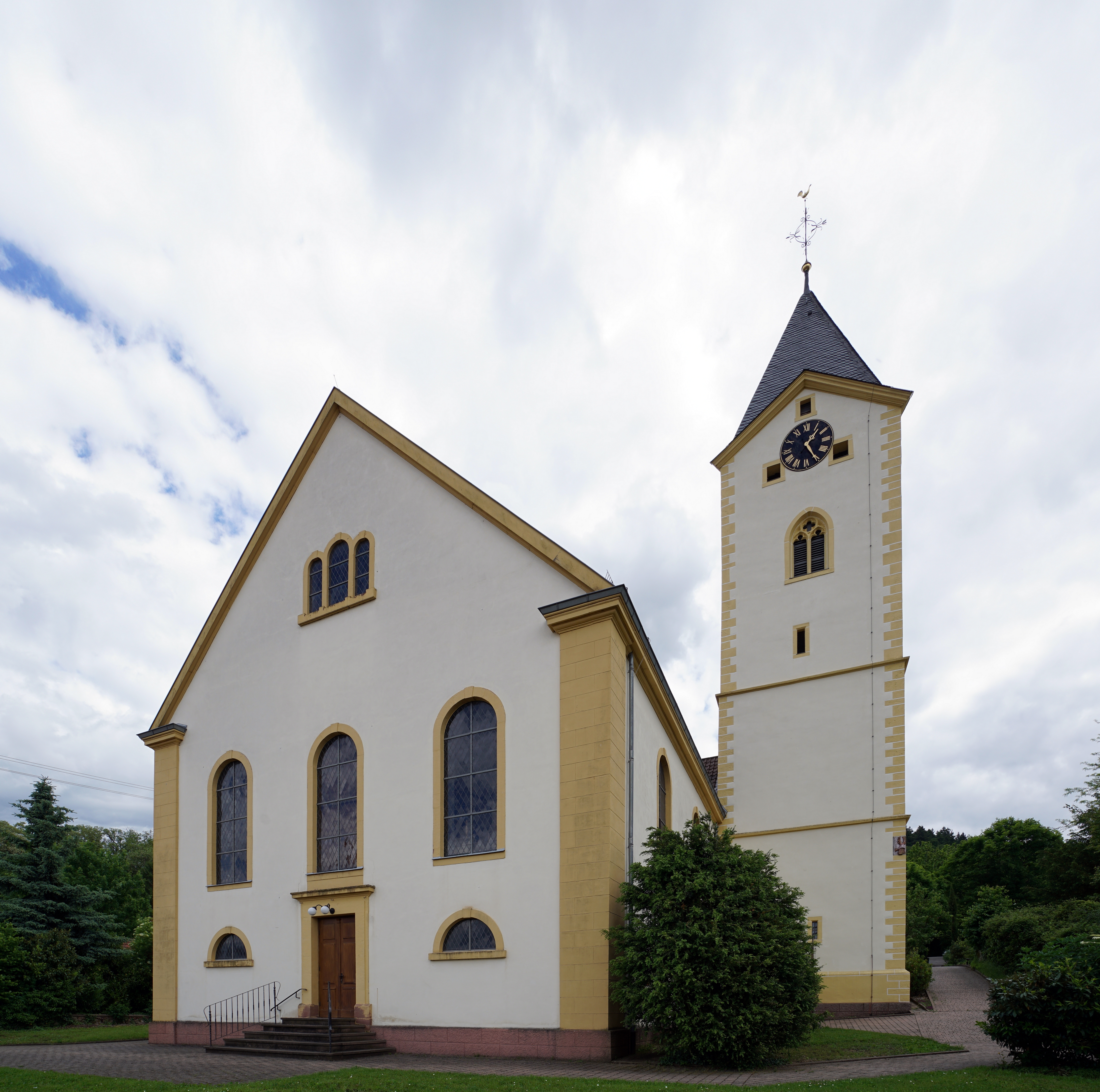
Evangelische Kirche Leutershausen
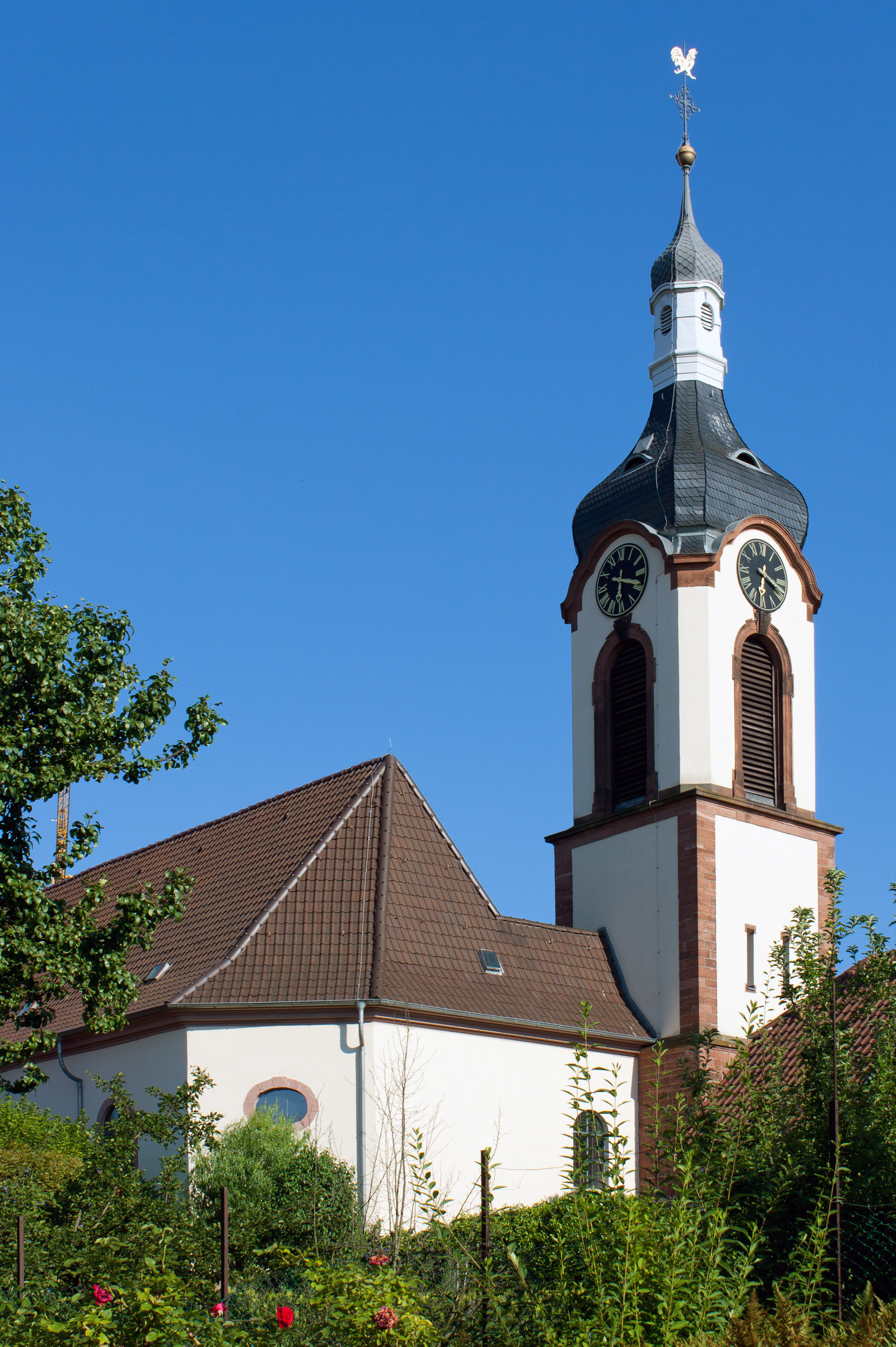
Evangelische Kirche Lützelsachsen
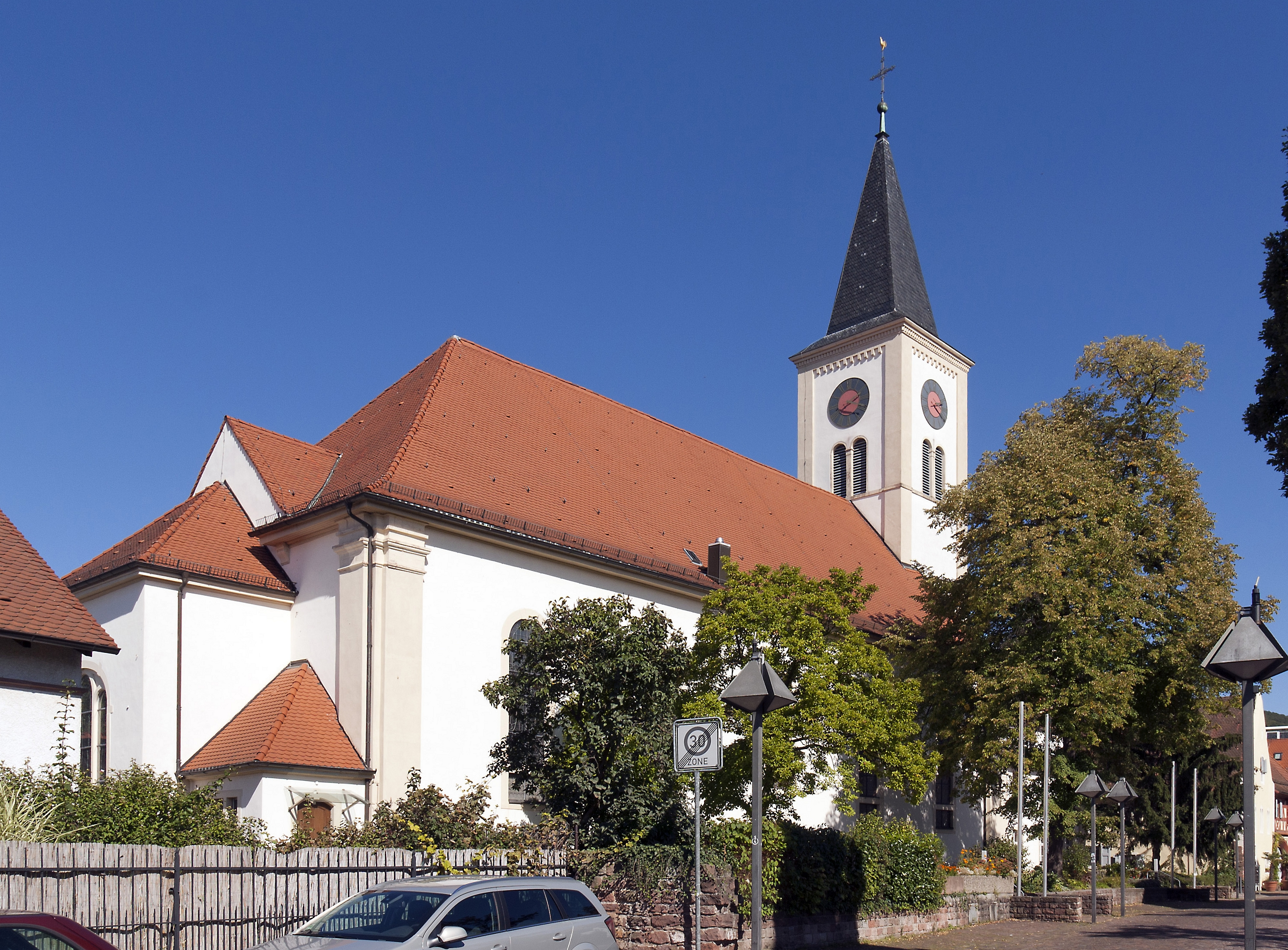
Stadtkirche Schriesheim
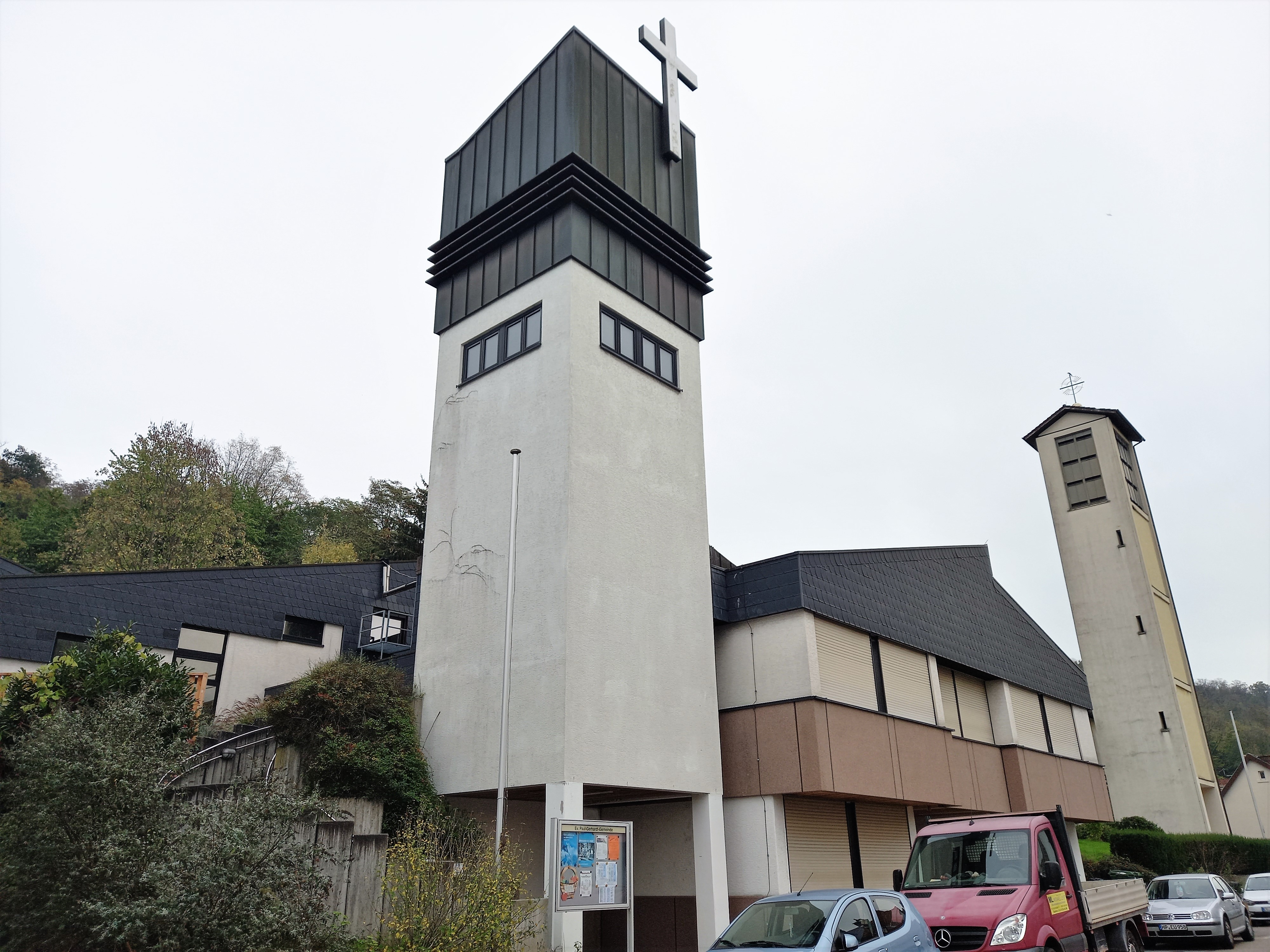
Paul-Gerhardt-Kirche in Weinheim-Sulzbach

## Organisationsstruktur
Die Gemeinden des Kirchenbezirks besitzen die Rechte einer Körperschaft des öffentlichen Rechts. In den jeweiligen Kirchengemeinden wird alle sechs Jahre ein Kirchengemeinderat gewählt. Dieser verwaltet gemeinsam mit dem betreuenden Pfarrer bzw. der betreuenden Pfarrerin die Kirchengemeinde. Üblicherweise werden mehrere Kirchengemeinden von einem Pfarramt betreut. 